# John Spencer
John Spencer   (Nova York, 20 de desembre de 1946 - Los Angeles, 16 de desembre de 2005) va ser un actor nord-americà, nascut a Nova York i mort a Los Angeles, Califòrnia d'un atac cardíac. Entre les seves pel·lícules destaquen El negociador i La Roca, a més del seu paper a la sèrie de televisió The West Wing.

## Filmografia seleccionada

### Cinema i televisió
- Jocs de guerra (1983)
- The Protector (1985)
- Hiding Out (1987)
- Pluja negra (1989)
- Far From Home (1989)
- Presumed Innocent (1990)
- L. A. Law (1990-1994)
- Wing Commander IV (1994)
- Forget Paris (1995)
- La Roca (1996)
- Lesser Prophets (1997)
- Cop Land (1997)
- The Negotiator (1998)
- The West Wing (1999-2006)
- Ravenous (1999)